# Zenata
Zenata (în arabă زناتة) este o comună din provincia Tlemcen, Algeria.
Populația comunei este de 3.890 de locuitori (2008).